# Kriegerrelief von Efrenk
Koordinaten: 36° 36′ 28″ N, 34° 4′ 31,4″ O
| Efrenk |

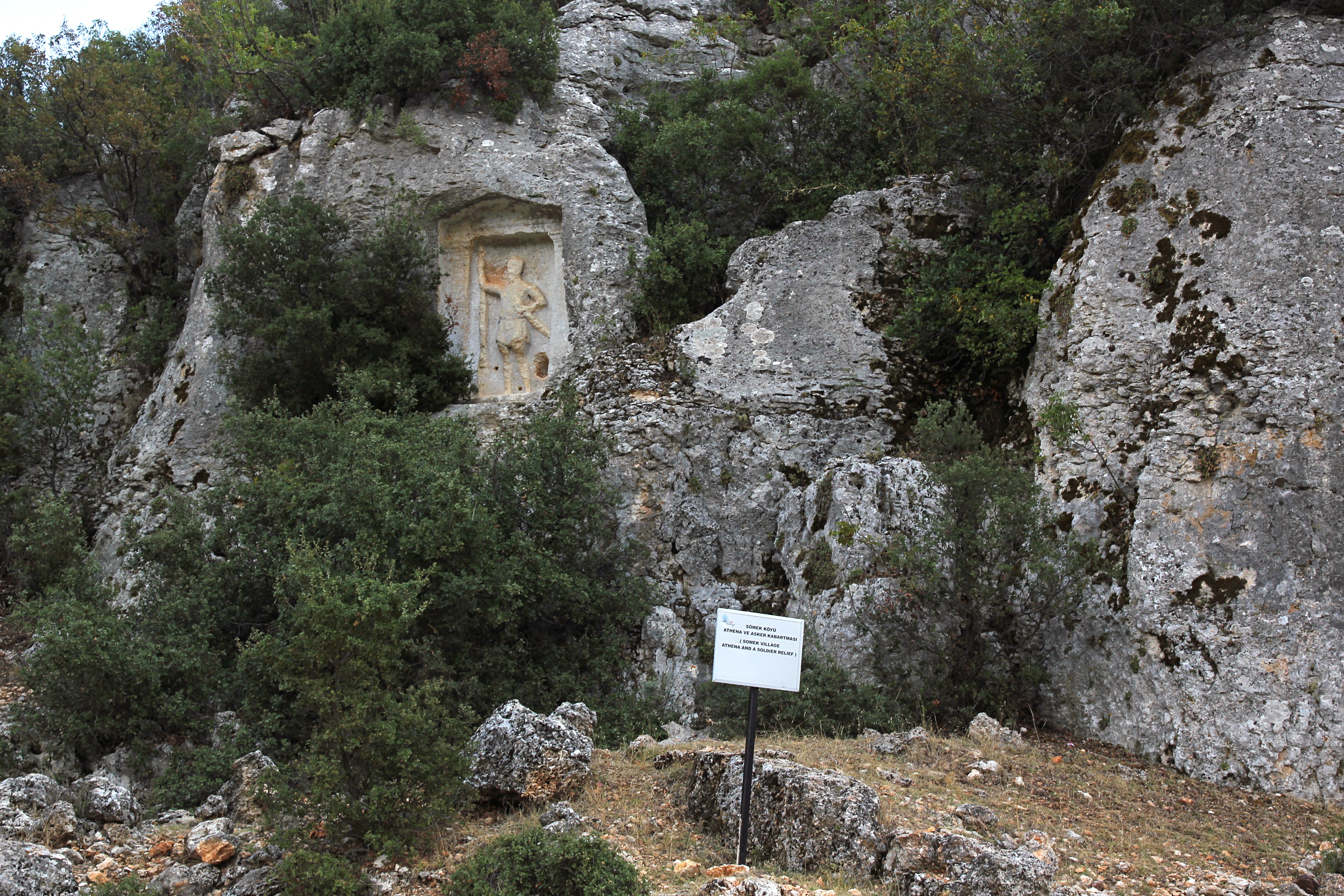
Lage des Reliefs

Das Kriegerrelief von Efrenk liegt nahe dem antiken Fluss Lamos, heute Limonlu, im Rauen Kilikien in der Südtürkei.

## Lage

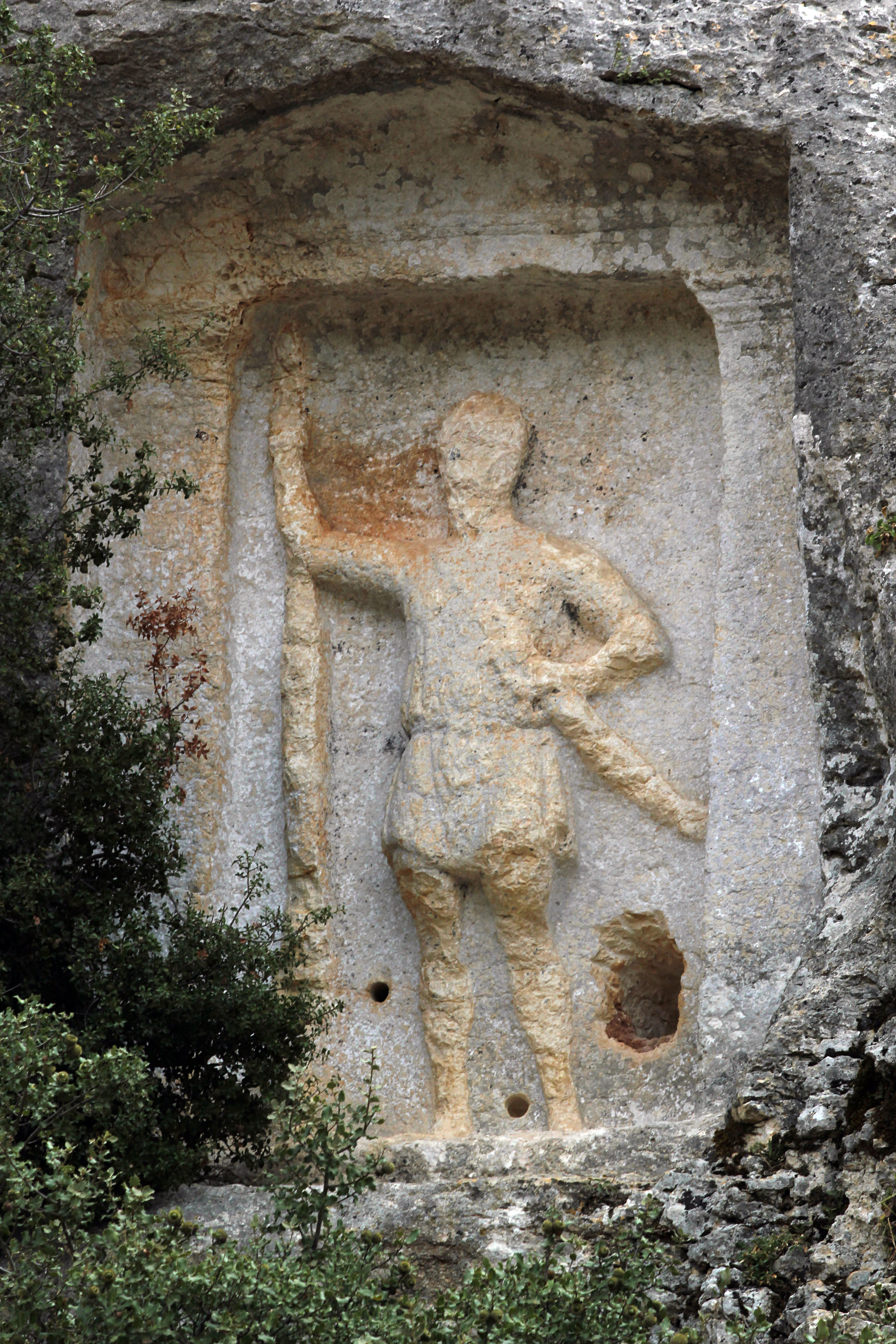
Kriegerrelief

Das Relief liegt etwa zwei Kilometer nördlich des Ortes Sömek im Landkreis Silifke der Provinz Mersin, etwa 30 Kilometer nordöstlich der Kreisstadt Silifke und 20 Kilometer nördlich von Kızkalesi, dem antiken Korykos. Es befindet sich in einer nach Nordwesten gerichteten Felswand an einem steilen, zum Lamos hinabführenden Weg. Ein Flussübergang verband dort die antike Siedlung von Efrenk auf der Bergkuppe südlich des Reliefs mit der von Veyselli am anderen Lamosufer. Die Straße führte dann weiter am Fluss entlang bis zum Ort Lamos an der Mündung, dem heutigen Limonlu. Vom Relief nach Süden führt die Straße über Sömek nach Cambazlı und Olba sowie nach Korykos und Elaiussa Sebaste an der Mittelmeerküste. Der Fluss Lamos wird oft als antike Grenze zwischen dem Rauen Kilikien (Kilikia Tracheia) im Westen und dem Ebenen Kilikien (Kilikia Pedias) im Osten angesehen.
Etwa 600 Meter südöstlich liegt das Athenarelief von Sömek.

## Beschreibung

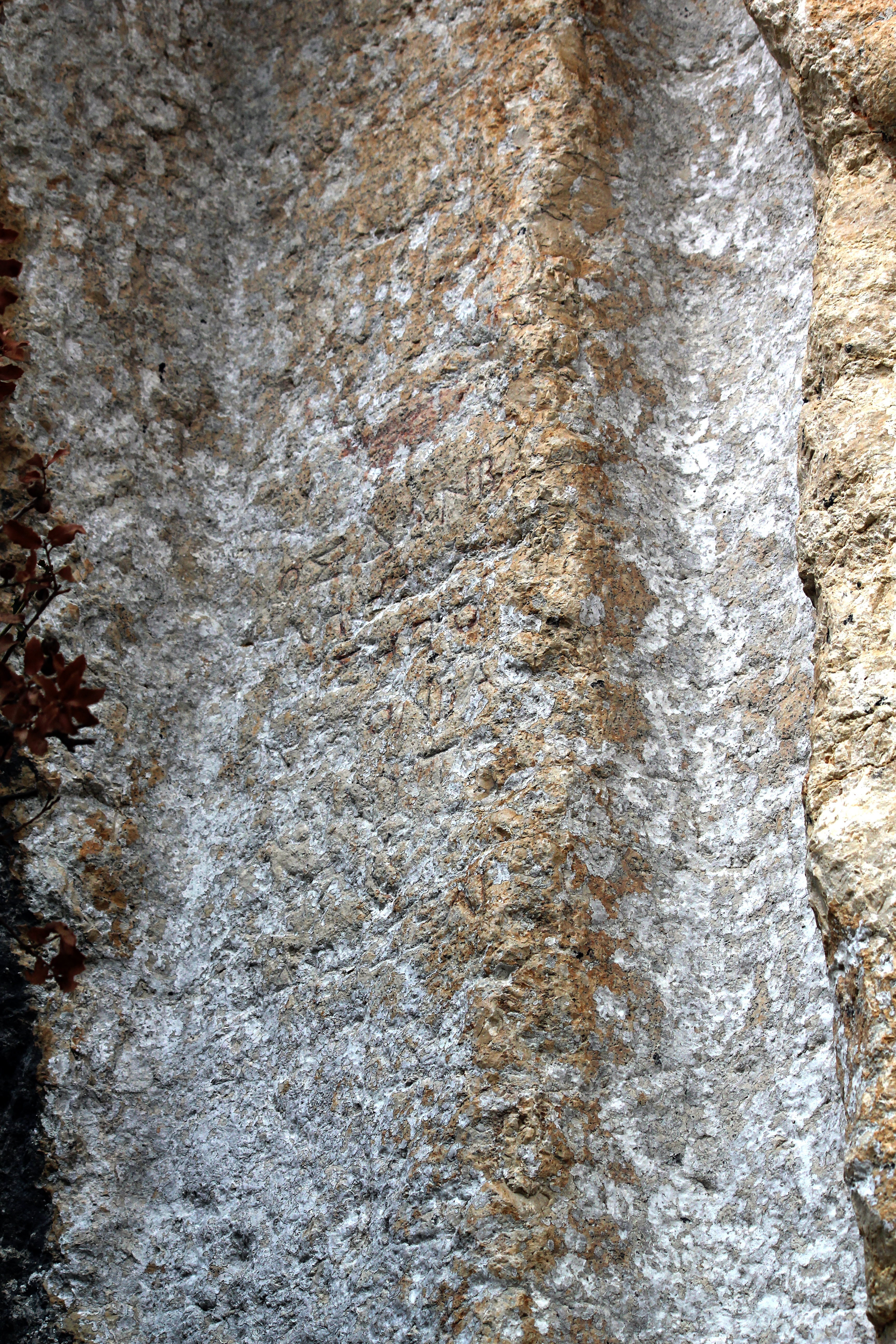
Inschrift

Das Relief ist etwa fünf Meter über dem Straßenniveau in die senkrechte Felswand gearbeitet. Es hat eine Höhe von 1,90 Metern. Es zeigt frontal einen stehenden Krieger, der von einem Naiskos umrahmt ist. Die Beine sind stark beschädigt, das rechte ist das Stand-, das linke das Spielbein. Der erhobene rechte Arm stützt sich auf eine senkrecht stehende Lanze, an der linken Seite trägt er ein Schwert, dessen Griff er mit dem angewinkelten linken Arm hält. Er ist mit einem kurzen Chiton mit Gürtel bekleidet, dessen wulstige Falten gut zu erkennen sind. Am gesamten Relief einschließlich der Umrahmung sind Spuren einer weißen Farbe als Grundierung zu erkennen, an manchen Stellen, beispielsweise zwischen Kopf und rechtem Arm, sind rote Farbspuren zu sehen. Bemalungen sind bei den Felsreliefs in Kilikien äußerst selten erhalten.
Auf dem linken Pilaster ist etwa in Höhe des Gürtels eine nach der Lesung von Keil und Wilhelm achtzeilige Inschrift eingeritzt:
῾Ός δ’ ἂν βά-

λη ἤ ἀ[φ]αι-

ρήση τὸ [ἡ-]

ρῶιον, βά-

λοι αύτ[ον]

ὁ ῾Ήλιος

καὶ ἡ Σελή-

ν[η].
Keil und Wilhelm berichten außerdem von unleserlichen Resten einer eigentlichen Grabschrift, die links und rechts vom Kopfe der Figur am Reliefgrunde stand, […].
Die Buchstabenformen datieren die Inschrift in die mittlere römische Kaiserzeit, durch Vergleiche von Haltung und Kleidung datiert Serra Durugönül, die in den 1980er Jahren die kilikischen Felsreliefs erforschte, das Relief ins 2. Jahrhundert n. Chr.

## Forschungsgeschichte
Die erste kurze Beschreibung und eine unvollständige Lesung der Inschrift veröffentlichte Edward L. Hicks 1891 in seinen Inscriptions from Western Cilicia. Die beiden Althistoriker Josef Keil und Adolf Wilhelm bereisten 1891 und 1925 Kilikien und veröffentlichten 1931 ihren Bericht Denkmäler aus dem Rauhen Kilikien, in dem sie auch das Relief von Efrenk beschrieben und eine weitere Lesung der Inschrift vorlegten. 1989 erschien die Dissertation von Serra Durugönül Die Felsreliefs im Rauhen Kilikien, die auch das Kriegerrelief ausführlich behandelte.